# Petek, Kayapınar
Petek là một xã thuộc quận Kayapınar, tỉnh Diyarbakır, Thổ Nhĩ Kỳ. Dân số thời điểm năm 2008 là 123 người.